# 柔道一直線
『柔道一直線』（じゅうどういっちょくせん）は、原作：梶原一騎・作画：永島慎二・斎藤ゆずるによる日本の漫画作品、およびそれを原作としたテレビドラマ。

## 解説
『週刊少年キング』（少年画報社）にて、1967年から1971年まで連載された。作画は当初、永島慎二が担当していたが、原作者の梶原一騎との漫画観の相違が原因で降板し、それ以降は斎藤ゆずるが作画を担当している。
連載時は未完のまま終了したが、後に「大完結編」として数回に分けて続きが掲載され、下記のような結末で終了した。この大完結編は当時に刊行された少年キングコミックスやサンケイ出版版では収録されず、長い間幻のエピソードとなっていたが、1991年に出版された宝島社の『いきなり最終回』2巻に大完結編の最終話が改めて収録された。さらに番外編として、車周作の若き日のエピソードが聖日出夫の作画で数本発表されている。これらの未単行本化エピソードは、後にネコ・パブリッシング版の単行本にすべて収録された。
作品の時代背景は1968年のメキシコシティオリンピックの前後に相当し、1972年のミュンヘンオリンピックを目指す日本勢を描いている。梶原が『巨人の星』『侍ジャイアンツ』『柔道讃歌』で親子を描いたのに対し、本作品では『あしたのジョー』と同様に師弟の絆を描いている。
この作品のブームにより、多くの少年が柔道を始めるきっかけともなった（後述）。柔道の知名度アップなどで当時の柔道界に果たした貢献度は大きいが、その反面「地獄車」など荒唐無稽な技が多く出てくるので、増田俊也は『七帝柔道記』の中で「この作品が世間に歪んだ柔道観を持たせてしまった」と指摘している。

## あらすじ
主人公・一条直也の父親は1964年の東京オリンピックの柔道で敗れ、命を落とす。直也は車周作の指導のもと、「地獄車」、「海老車」などの技を駆使して外国人柔道家や日本のライバルたちと戦う。
最後は師匠・周作が直也に「地獄車からの脱皮」と新たな飛躍が必要と見て、敢えて敵の外国人柔道家に「地獄車攻略法」をさずける。直也は試合でも相手の誘いに乗らず、冷静に普通の投げ技で破り、最後は日本人のライバルを地獄車で下して優勝する。周作は負けを認め、直也の活躍がテレビ中継されている料理店で酒を飲みながら息を引き取る。

## 登場人物（テレビドラマ版）
- 一条直也（演：桜木健一）
- 車 周作（演：高松英郎）
- 高原ミキ（演：吉沢京子）
- 高原三平（演：藤江喜幸）
- 一条トメ（演：青木和子）
- 一条直也の父親（遺影のみ：久保一）
- 青葉中学柔道部・部長　嵐先生（演：牧冬吉）
- 大杉道場・師範（演：有馬昌彦）
- 通りすがりの見物人（演：谷隼人）
- 竜星中学柔道部→北野高校柔道部　丸井円太郎（演：岩上正宏）
- 巌流中学柔道部→鷹羽高校柔道部　鮫島三郎（演：田中正樹 → ジョー・鮫島）[注釈 3]
- 花園中学柔道部→城南高校柔道部　赤月 旭（演：真山譲次）
- 赤月の書生　辰馬（演：石井竜一）
- 底の下ホテル・管理人（演：由利徹）
- 竜星中学柔道部・先輩（演：白木みのる）
- 通りすがりの侠客（演：梶原一騎）
- 極真会館・総裁　大山倍達（演：山岡徹也）
- 同・門弟　鬼丸雄介（演：山下哲男）
- 酒屋のやっさん（演：鈴木ヤスシ）[注釈 4]
- 御宿の警官（演：大泉滉）
- 国際少年柔道選手権・アメリカ代表　ロバート・クルス／ジュード―・キッド（演：マイク・コーンロイ）
- 道子（嵐先生のマドンナ、後に結婚）（演：万里昌代）
- 道子の父（演：高品格）
- 応援団長（演：平凡太郎）
- 国際少年柔道選手権・実況アナウンサー（演：大宮悌二）
- 与太者（演：杉山俊夫）
- 天道中学剛道部　黒駒（演：朝倉宏二）
- 天道高校剛道部　大豪寺虎男（演：保高正伸）
- 北辰一刀流　時枝龍造（演：藤岡重慶）
- 巌流中学レスリング部　星神（演：片岡五郎）
- 北陸中学相撲部　閂 太郎（演：岡田光弘）
- 大龍山親方（演：田子の浦忠雄）
- TV番組「世界の脅威ショウ」司会（演：晴乃チック）
- ジョン・クルス（ロバート・クルスの弟）／キラーマスク（演：ライナー・ゲスマン）
- 天草流古武術・第33代宗家　日向小太郎（演：永井譲滋）
- 同・第32代宗家　日向鉄心（演：永井柳太郎）
- 世界選抜少年柔道大会・オランダ代表　ジュードー・サタン（演：デビット・ゴーデシア）
- 同・西ドイツ代表　ジム・ハタリ（演：フレッド・ボッサード）
- 同・フランス代表　マーク・アラン（演：マイク・ルローイ）
- 和歌山県熊野中学　熊野太郎（演：北条清志）
- 熊野太郎の祖父（演：岩城力也）
- ナショナルスクール ボクシング部　サミー・ジャガー（演：ジョン・モントクリフト）
- 青葉中学第二柔道部（後に正式な柔道部）・主将　力石 竜（演：北村晃一）
- 同・部員　岩渕（演：中村文弥）
- 明和高校柔道部　風祭右京（演：佐々木剛）
- 同・主将 小田切 勝（演：山本哲也）
- 桜丘高校柔道部・部長　鶴田先生（演：名古屋章）
- 同・OB　鷲尾 健（演：千葉真一）
- 同・主将(3年生)　黒井 淳（演：神太郎）
- 同・副主将(3年生)　細野慎太郎（演：土井武）
- 同・部員(3年生)　結城真吾（演：近藤正臣）
- 同・部員(3年生)　高木次郎（演：佐野房信）
- 同・部員(3年生)　松山俊夫（演：畠山麦）
- 同・部員(1年生)　野坂明夫（演：中村俊男）
- 桜丘高校・国語教師　香川先生（演：岸田森）
- 同・家庭科教師　小山先生（演：岸久美子）
- 同・生徒　かすみ かおる（演：沢まき子）
- ヤクザ（演：団巌）
- 講道館柔道七段　木村政彦（演：安部徹）
- 加藤カツ（演：小野進也）
- 加藤牧場オーナー／カツの父（演：神田隆）
- オール関東高校柔道個人選手権大会・主審（演：飯塚昭三）
- 第25回国体代表選抜 東京都高校柔道大会 前夜祭・司会（演：富山敬）
- 陸奥高校柔道部　金丸大介（演：成川哲夫）
- 城山大作の師　倉科（演：佐藤慶）
- 桜島高校柔道部　城山大作（演：山本正明）
- 講道館柔道十段三船久蔵所縁の謎の老人（演：相原昇）
- 武徳館・師範　早乙女恭介（演：島倉義孝）
- 同・門弟　高垣雄二（演：西郷次郎）
- 鳴門三郎（演：倉田保昭）
- 桜丘高校柔道部・新主将(2年生)　吉本隆一（演：伊東昭夫）
- 同・部員(2年生)　大沢健二（演：石田信之）
- 同・部員(2年生)　芦野貞夫（演：島津元）
- 同・部員(2年生)　谷川順二（演：藤沢陽二郎）
- 同・部員(2年生)　麻生 進（演：瀬島達佳）
- 同・部員(1年生)　鈴木一郎（演：境徹）
- 同・部員(1年生)　井上正則（演：西城健二）
- 万願寺・住職（演：柳谷寛）
- 北上史郎（北海道時代の大沢のライバル）（演：山口銕也）
- 八子ヶ峰ホテル・支配人　(演：相馬剛三）
- 深尾隼人　（演：小宮守）
- 深尾隼人の父　（演：穂高稔）
- 第23回全国高校柔道個人選手権大会・北陸代表　岩間　（演：西念順二）
- 同・主審　（演：中島元）
- 青葉中→桜丘高校 女子バスケットボール部・部員（演：戸島和美）
- ナレーター（声：田中信夫）

- 黒江狼介（以下、原作のみの登場人物）
- 右京真吾
- アニマル児雷也
- 東儀冬樹
- 田淵万太郎
- ロック・ゴードン

## 主な技
- 地獄車
- 新地獄車
- 地獄車回転レシーブ
- 車返し
- フェニックス
- 二段投げ
- ライナー投げ
- 海老車
- 天地渦巻き返し
- 飛龍
- 真空投げ
- 羽衣
- 十字不知火
- 真捨身山彦
- 四方十字固め
- 山津波
- 大津波
- ハリケーン投げ
- ジャンボ投げ
- 卍崩し
- 大噴火投げ
- 岩石崩し
- さそり落とし
- 空中二段投げ
- 新二段投げ
- 熊殺し（原作オリジナル）
- 花吹雪（原作オリジナル）
- 断頭台がため（地獄車破り・原作オリジナル）
- 2012年（平成24年）9月12日放送の『マツコ&有吉の怒り新党』（テレビ朝日製作、ネオバラエティ枠）の「新・3大『柔道一直線』の目を疑う必殺技」で、「二段投げ」、「新二段投げ」、「海老車」の3つの技が取り上げられた[出典無効]。

## 単行本
- キングコミックス版 全13巻（少年画報社刊）
- 梶原一騎傑作全集版 全10巻（サンケイ出版刊）
- コミックススペシャル版 全8巻（講談社刊）
- 光文社版 全7巻
  - 当初は全8巻の予定だったが、黒江狼介絡みのエピソードをカットしたので全7巻になった。
- ネコ・パブリッシング版 全7巻（唯一、外伝3編と大完結編を収録したコミックス）
  - ネコ版は巻末に差別表現などを発表当時のままに掲載したと記載されているが、先述のサンケイ出版で改正された原稿を流用しているため、一部は差別用語が修正された状態になっている[注釈 5]。

## テレビドラマ版
東映制作で、1969年6月22日から1971年4月4日までTBS系列で毎週日曜日19:00 - 19:30の「タケダアワー」枠にて放送された。高校編では原作とストーリーが大きく異なっている。一つの違いとして原作で地獄車は直也が使い手となりそれを右京が破るのだが、ドラマでは役割が逆になっている。
大ブームとなった「スポ根ドラマ」の端緒となった作品であり、アクションシーンの特殊効果は後に一部の同じスタッフで制作される『仮面ライダー』のアクションにつながることとなる。主演の桜木健一は試合前のポーズとして、宮本武蔵の二刀流の構えや赤胴鈴之助の真空斬りの振りなどをアレンジして考え出したと話している。そして後に『仮面ライダー』に仮面ライダー2号・一文字隼人役として出演することになった佐々木剛が「（変身ポーズとしてこの試合前のポーズを）真似していいかな」と言って来たという。
54話でライバル・結城真吾役の近藤正臣がピアノの鍵盤の上に跳びあがって、足で「ねこふんじゃった」を演奏したシーンが有名で、そのインパクトの高さから後年の名珍場面集などで必ずと言っていいほど取り上げられることで知られる。
前番組の『妖術武芸帳』が低視聴率により1クールで打ち切りが決定したため、東映とTBSが半年で契約しており、穴埋め企画として本作品が選ばれた。アニメ制作会社の東京ムービーが映像化権を取得していたが、東映の渡邊亮徳が梶原を口説いたことで東映での映像化が実現した。準備期間はわずか2カ月と限られていたため、脚本の佐々木守は呼ばれてすぐに脚本を書くように頼まれ、柔道のことを全く知らない佐々木は柔道の解説本とルールブックを手に旅館にカンヅメになり、翌日までに2話分を書くという逼迫したスケジュールであった。
前述の事情から当初は1クールほどの放映予定であったが、裏番組に人気番組だった『アタックNo.1』（フジ系）と『アップダウンクイズ』（当時NET系）があったにもかかわらず、それまでテレビを見ていなかった小学生 - 高校生の男子が本作品を見るようになったこともあり、平均視聴率は23%にまでになるほど人気が高かったため、放送期間は延長。2年間（92話）に渡って放映され、主演した桜木健一とヒロインを演じた吉沢京子の出世作になった。番組の人気から柔道入門者が急増し、講道館から感謝状が贈られている。
制作現場は常に赤字で、東映の会社上層部からは問題視されており、企画者の平山亨はたびたび上層部から叱咤されることがあった。そんな折、平山は京都撮影所時代の同僚で、東映動画で演出を担当していた田宮武と雑談した際、東映動画も当時は製作費は赤字でも、関連商品の著作料で黒字になっているという話を聞き、主人公をロボットにするアイディアを着想。これが後の『がんばれ!!ロボコン』へと発展していく。
番組当初のアクションは実際の柔道に即したものであったが地味なため、制作担当の内田有作によって『日本剣客伝』に参加していた大野剣友会が起用され、物理法則を無視した漫画的な演出となっていった。大野剣友会にとっては本作品が初めての現代劇アクションであった。
内田は労働組合の幹部と諍いを起こしたことから、本作品から組合所属の人間を排除している。このことが後の『仮面ライダー』での東映生田スタジオの設立に繋がっており、生田スタジオには本作品に携わったスタッフが多く参加した。

### スタッフ
- 企画：平山亨、斉藤頼照（東映）、橋本洋二（TBS）
- 脚本：佐々木守、上原正三、雪室俊一、高橋辰雄、細川すみ
- 音楽：みぞかみひでお
- 撮影：坪井誠、加藤弘章、柿田勇、山本矩雄、小林武治、東光一、瀬尾脩、高梨昇
- 照明：鈴木勝政、山本辰雄、小林恒雄、安井績
- 美術：北郷久典、真川豊
- 編集：成島一城、香園稔、大橋四郎
- 記録：浦島邦江、小貫綮子、松丸春代、𠮷田清子、藤沢すみ子、当摩浩子、椎塚二三、浅附明子ほか
- 助監督：館野彰、大櫛敬介、杉野清史、堀長文、植田泰治、長石多可男、近藤一美、平山公夫
- 衣裳：東京衣裳
- スタントマン：日本アクションクラブ(J.A.C)、中牟田了、大野剣友会
- 擬斗：清見晃一、高橋一俊
- 進行：佐久間正光、水谷和彦、伊東暉雄
- 制作担当：内田有作、佐藤忠信
- 録音：飛行館スタジオ → 映広音響（岩田広一 → 太田克己）
- 現像：東映化工
- 柔道監修：七段・木村政彦
- 衣裳提供：六三四堂
- 監督：小林恒夫、富田義治、折田至、奥中惇夫、田口勝彦、山田稔、近藤一美

### 主題歌・挿入歌
レコードは東芝レコード（後の東芝EMI、現：ユニバーサルミュージックジャパン）から発売。
オープニングテーマ、エンディングテーマ（第14話 - ）「柔道一直線」
作詞：梶原一騎　/作曲・編曲：林一 / 歌：桜木健一
エンディングテーマ（第1 - 13話）「君よ、泣かないで」
作詞：丹古晴巳 / 作曲：井上かつお / 編曲：湯野カオル / 歌：黒木憲
挿入歌
「男だったら」
作詞：丹古晴巳 / 作曲：井上かつお / 編曲：湯野カオル / 歌：黒木憲
「柔道小唄」
作詞：田中守 / 作曲・編曲：林一 / 歌：桜木健一
「一人ぼっちの海辺」
作詞：臼井ひさし / 作曲・編曲：林一 / 歌：桜木健一
「友情の星」
作詞：臼井ひさし / 作曲・編曲：林一 / 歌：桜木健一

### 放映リスト
| 話数 | 放映日         | サブタイトル                                      | 脚本              | 監督     |
| ---- | -------------- | ------------------------------------------------- | ----------------- | -------- |
| 1    | 1969年 6月22日 | カッコいいぞ地獄車                                | 佐々木守          | 小林恒夫 |
| 2    | 6月29日        | 地獄車の弟子                                      | 佐々木守          | 冨田義治 |
| 3    | 7月6日         | 鬼車 悪魔車 涙車                                  | 佐々木守          | 折田至   |
| 4    | 7月13日        | 直也まんじ車                                      | 佐々木守          | 折田至   |
| 5    | 7月27日        | 突風赤月車                                        | 雪室俊一          | 冨田義治 |
| 6    | 8月3日         | 驀進破れ車                                        | 雪室俊一          | 冨田義治 |
| 7    | 8月10日        | 必殺二段車                                        | 佐々木守          | 小林恒夫 |
| 8    | 8月17日        | 鬼丸火焰車                                        | 佐々木守          | 小林恒夫 |
| 9    | 8月24日        | 直也破門車                                        | 雪室俊一          | 冨田義治 |
| 10   | 8月31日        | 決闘竜虎車                                        | 雪室俊一          | 冨田義治 |
| 11   | 9月7日         | 直也泣き虫波車                                    | 佐々木守          | 折田至   |
| 12   | 9月14日        | 裂風海老車                                        | 佐々木守          | 折田至   |
| 13   | 9月21日        | 鮮血車翻し                                        | 佐々木守          | 冨田義治 |
| 14   | 9月28日        | 剛道にぶち当れ                                    | 上原正三          | 冨田義治 |
| 15   | 10月5日        | 大豪寺をぶっとばせ！                              | 上原正三          | 折田至   |
| 16   | 10月12日       | 剣道の鬼をぶち破れ                                | 佐々木守          | 折田至   |
| 17   | 10月19日       | 赤月旭を投げとばせ！                              | 佐々木守          | 折田至   |
| 18   | 10月26日       | 勝て！勝て！勝て！                                | 上原正三          | 奥中惇夫 |
| 19   | 11月2日        | 燃えろ！不死鳥                                    | 上原正三          | 奥中惇夫 |
| 20   | 11月9日        | かんぬき相撲に勝て！                              | 高橋辰雄          | 奥中惇夫 |
| 21   | 11月16日       | 赤マスクをはぎとれ！                              | 上原正三          | 折田至   |
| 22   | 11月23日       | クサリ棒を打ち破れ！                              | 高橋辰雄          | 折田至   |
| 23   | 11月30日       | くたばれ！大豪寺                                  | 上原正三          | 折田至   |
| 24   | 12月7日        | ジュードー・サタンをうて！                        | 佐々木守 上原正三 | 奥中惇夫 |
| 25   | 12月14日       | ジャガー投げに挑戦しろ！                          | 佐々木守 上原正三 | 奥中惇夫 |
| 26   | 12月21日       | メガトン投げを破れ！                              | 佐々木守 上原正三 | 山田稔   |
| 27   | 12月28日       | 車周作、勝負しろ！                                | 佐々木守 上原正三 | 山田稔   |
| 28   | 1970年 1月4日  | 怪童！熊野太郎                                    | 佐々木守 細川すみ | 奥中惇夫 |
| 29   | 1月11日        | 逆転！二段投げ                                    | 佐々木守 細川すみ | 奥中惇夫 |
| 30   | 1月18日        | 必殺！空中二段投げ                                | 佐々木守          | 奥中惇夫 |
| 31   | 1月25日        | 黒人ボクサー サミー・ジャガー                     | 佐々木守 上原正三 | 山田稔   |
| 32   | 2月1日         | 恐怖のブラックパンチ                              | 佐々木守 上原正三 | 山田稔   |
| 33   | 2月8日         | 決戦、すすきが原                                  | 佐々木守 上原正三 | 奥中惇夫 |
| 34   | 2月15日        | 第二柔道部の竜                                    | 佐々木守          | 奥中惇夫 |
| 35   | 2月22日        | 二段投げ対岩石崩し                                | 佐々木守          | 冨田義治 |
| 36   | 3月1日         | 男、涙の二段投げ                                  | 佐々木守          | 冨田義治 |
| 37   | 3月8日         | 友情の片腕試合                                    | 佐々木守          | 奥中惇夫 |
| 38   | 3月15日        | 大技恐山                                          | 上原正三          | 奥中惇夫 |
| 39   | 3月22日        | 直也と竜と風祭                                    | 佐々木守          | 奥中惇夫 |
| 40   | 3月29日        | さらば鬼車                                        | 佐々木守          | 奥中惇夫 |
| 41   | 4月5日         | 荒鷲よ、はばたけ！ －高校とはなにか－             | 上原正三          | 山田稔   |
| 42   | 4月12日        | 地獄をとびこえろ！ －己れに勝つとはなにか－       | 上原正三          | 山田稔   |
| 43   | 4月19日        | 必殺技フェニックス －敵に勝つとはなにか－         | 上原正三          | 奥中惇夫 |
| 44   | 4月26日        | 右京、おれと勝負だ！ －柔の道とはなにか－         | 上原正三          | 奥中惇夫 |
| 45   | 5月3日         | 火の鳥よ翼を燃やせ －師とはなにか－               | 上原正三          | 冨田義治 |
| 46   | 5月10日        | 鬼の柔道 －柔よく剛を制すとは－                   | 上原正三          | 冨田義治 |
| 47   | 5月17日        | 一人荒野に立て －集中力とはなにか－               | 上原正三          | 奥中惇夫 |
| 48   | 5月24日        | 竜虎の死斗 －戦いとはなにか－                     | 上原正三          | 奥中惇夫 |
| 49   | 5月31日        | 必殺馬上がえし！ －心の友とはなにか－             | 上原正三          | 折田至   |
| 50   | 6月7日         | 大豪寺虎男参上 －初心にかえるとは－               | 上原正三          | 折田至   |
| 51   | 6月14日        | 行け！友よ －男らしさとはなにか－                 | 上原正三          | 奥中惇夫 |
| 52   | 6月21日        | さあ来い！大豪寺 －カッコいいとはなにか－         | 上原正三          | 奥中惇夫 |
| 53   | 6月28日        | 恐怖の地獄車 －勝負の道とはなにか－               | 上原正三          | 奥中惇夫 |
| 54   | 7月5日         | 桜丘黒帯ファイブ －チームワークとはなにか－       | 佐々木守          | 奥中惇夫 |
| 55   | 7月12日        | 車返し、柔道スワン －卑怯者とはなにか－           | 佐々木守          | 奥中惇夫 |
| 56   | 7月26日        | 決斗・鷹羽高シャーク －責任とはなにか－           | 佐々木守          | 奥中惇夫 |
| 57   | 8月2日         | 大技・陸奥のハリケーン －男と男の友情とはなにか－ | 佐々木守          | 折田至   |
| 58   | 8月9日         | 激突！泣くなミキッペ －男と女の友情とはなにか－   | 佐々木守          | 折田至   |
| 59   | 8月16日        | 闘魂・柔道ダブルヘッダー －真の団結とはなにか－   | 佐々木守          | 奥中惇夫 |
| 60   | 8月23日        | 決戦、赤月へUターン －親子とはなにか－            | 佐々木守          | 奥中惇夫 |
| 61   | 8月30日        | 必殺技・飛龍へキックオフ －師弟愛とはなにか－     | 佐々木守          | 折田至   |
| 62   | 9月6日         | 決戦前夜・柔道ジャンボリー －青春とはなにか－     | 佐々木守          | 折田至   |
| 63   | 9月13日        | 勝負・黒帯ファイト －ライバルとはなにか－         | 佐々木守          | 冨田義治 |
| 64   | 9月20日        | 爆発！柔道メート －助けあいとはなにか－           | 佐々木守          | 冨田義治 |
| 65   | 9月27日        | 地獄車、回転レシーブ －真の勝利とはなにか－       | 佐々木守          | 奥中惇夫 |
| 66   | 10月4日        | 大噴火投げにアタック －根性とはなにか－           | 佐々木守          | 奥中惇夫 |
| 67   | 10月11日       | 真空投げハイジャンプ －敗者とはなにか－           | 佐々木守          | 奥中惇夫 |
| 68   | 10月18日       | 鬼車と講道館 －自信とはなにか－                   | 佐々木守          | 奥中惇夫 |
| 69   | 10月25日       | おれの柔道・君の柔道 －男の別れとはなにか－       | 佐々木守          | 折田至   |
| 70   | 11月1日        | 鬼車一直線 －男の道とはなにか－                   | 佐々木守          | 折田至   |
| 71   | 11月8日        | 柔道部除名？ －孤独とはなにか－                   | 佐々木守          | 近藤一美 |
| 72   | 11月15日       | 車周作おれと勝負！ －まことの師弟とはなにか－     | 上原正三          | 奥中惇夫 |
| 73   | 11月22日       | 地獄への道 －己れの道とはなにか－                 | 上原正三          | 奥中惇夫 |
| 74   | 11月29日       | 柔道部解散？ －高校柔道部とはなにか－             | 上原正三          | 奥中惇夫 |
| 75   | 12月6日        | 戦いの今日 －クラブ活動とはなにか－               | 佐々木守          | 冨田義治 |
| 76   | 12月13日       | 必殺技・天地渦巻 －闘う心とはなにか－             | 佐々木守          | 冨田義治 |
| 77   | 12月20日       | 真空投げ宙返り －柔かい心とはなにか－             | 佐々木守          | 冨田義治 |
| 78   | 12月27日       | 破れ！大噴火投げ －敵を知るとはなにか－           | 上原正三          | 折田至   |
| 79   | 1971年 1月3日  | 開眼！真空二段投げ －闘志とはなにか－             | 上原正三          | 折田至   |
| 80   | 1月10日        | 必殺技・まんじ崩し －協同生活とはなにか－         | 佐々木守          | 奥中惇夫 |
| 81   | 1月17日        | 真捨身山彦に勝て －忍耐とはなにか－               | 佐々木守          | 奥中惇夫 |
| 82   | 1月24日        | 恐怖さそり落し －規則とはなにか－                 | 上原正三 佐々木守 | 田口勝彦 |
| 83   | 1月31日        | 逆転・ジャンボ投げ －人の和とはなにか－           | 佐々木守          | 田口勝彦 |
| 84   | 2月7日         | 悲しき春の旅 －男の涙とはなにか－                 | 佐々木守          | 奥中惇夫 |
| 85   | 2月14日        | 桜丘NO.1 －男の勝負とはなにか－                   | 上原正三          | 折田至   |
| 86   | 2月21日        | 決戦！吹雪峠 －男の意地とはなにか－               | 上原正三          | 田口勝彦 |
| 87   | 2月28日        | 一条君らしい一条君 －闘志とはなにか－             | 佐々木守          | 田口勝彦 |
| 88   | 3月7日         | 爆発！一直線投げ －まことの父とはなにか－         | 上原正三          | 奥中惇夫 |
| 89   | 3月14日        | 全国選手権大会開かる －個人とはなにか－           | 佐々木守          | 奥中惇夫 |
| 90   | 3月21日        | 狼の目の涙… －男のさびしさとはなにか－            | 佐々木守          | 近藤一美 |
| 91   | 3月28日        | 君は勝ちぬけるか －大人になるとはなにか－         | 佐々木守          | 奥中惇夫 |
| 92   | 4月4日         | この長い柔の道 －一直線とはなにか－               | 佐々木守          | 奥中惇夫 |

- 開始前の1969年6月15日には前夜祭『行くぞ!柔道一直線』が放送、直也役の桜木健一、周作役の高松英郎などや、原作者の梶原一騎と永島慎二が出演した[15]。
- 1969年7月20日は『オールスターゲーム・第2戦』中継（阪神甲子園球場、朝日放送制作、19:00 - 21:26）のため休止。
- 1970年7月19日は『オールスターゲーム・第2戦』中継（大阪球場、朝日放送制作、19:00 - 21:26）のため休止。

### 放送局
特記の無い限り全て放送時間は日曜 19:00 - 19:30、同時ネット。
- TBS
- 北海道放送[16]
- 青森テレビ（1969年12月開局時から）[17]
- 岩手放送[17]
- 秋田テレビ：土曜 19:00 - 19:30 ※本放送終了後に放送。[18]
- 山形放送：木曜 19:00 - 19:30 ※本放送終了後に放送。[19]
- 東北放送[20]
- 福島テレビ[20]
- 新潟放送[21]
- 信越放送[22]
- 富山テレビ：月曜 - 金曜 18:00 - 18:30 ※本放送終了後の1972年に放送。[23]
- 北陸放送[24]
- テレビ山梨[25]

- 静岡放送[25]
- 中部日本放送[26]
- 朝日放送[27]
- 山陰放送[28]
- 山陽放送[29]
- 中国放送[29]
- テレビ高知（1970年4月開局時から）[30]
- RKB毎日放送[31]
- 長崎放送[31]
- 熊本放送[31]
- 大分放送[32]
- 宮崎放送[33]
- 南日本放送[33]
- 琉球放送[34]

タケダアワー#ネット局の節も参照。

### 劇場版
柔道一直線（1970年7月19日公開）
第18話のブローアップ版。
東映まんがまつりの一編として上映。同時上映は『海底3万マイル』・『タイガーマスク ふく面リーグ戦』・『ひみつのアッコちゃん 涙の回転レシーブ』・『もーれつア太郎 ニャロメの子守歌』の4本。

### 映像ソフト化
- 1990年以前に東映ビデオからVHSが発売された[1]。
- 2006年9月21日～2007年10月21日にかけて全話収録のDVD-BOX（全3集）が東映ビデオより発売された。
- 劇場版が「柔道一直線 DVD-BOX 2」（2007年6月21日発売）の映像特典や、「東映特撮ヒーロー THE MOVIE BOX」（2007年12月7日発売）および、「東映特撮ヒーロー THE MOVIE Vol.1」（2009年10月21日発売）に収録されている。また2012年9月21日発売のDVD「復刻!東映まんがまつり 1970年夏」にも収録される。

### エピソード
- この「地獄車」という必殺技は、後の作品『仮面ライダーX』の「真空地獄車」、『有言実行三姉妹シュシュトリアン』の次女・月子の「月の輪返し」に発展する。また、アーケードゲーム『ストリートファイターII』の登場人物ケン・マスターズもこの技を使う。
- 地獄車は「相手を外輪の輪とし自分を内輪の輪とする。一回転する毎に相手は脳天と脊髄を打つが、自分は無傷なままだ」と劇中で述べられる。演じた高松英郎によれば、原作漫画と同じ動きを実写でやるのはかなり苦労があり、撮影には傾斜を使って転がる力を利用した（カメラも同じ角度で傾斜させた）が、それでも三回転くらいが精一杯とのことであった。
- 一方、鳴門三郎の必殺技「天地渦巻」は、『仮面ライダー』の「きりもみシュート」に発展した。
- 2008年11月放送のドラマ『パンダが町にやってくる』（毎日放送制作・TBS系ひるドラ）で、桜木健一の演じた役は柔道場の道場主であり、柔道一直線のその後を示唆する内容であった。また桜木の役名は、本作品の「一条直也」をもじった「十条直哉」となっていた。なお、吉沢京子が十条直哉の妻・初子役を演じており、2人は『吉宗評判記 暴れん坊将軍』（テレビ朝日・東映制作）以来26年ぶりの共演を果たした[注釈 7]。
- 斉藤仁（1984年ロサンゼルスオリンピック、1988年ソウルオリンピック柔道金メダリスト）が、少年時代に『柔道一直線』に夢中になって柔道を始めたことを語っており、それをきっかけに斉藤と桜木の親交が出来た。
- 著名人で影響された人物も多く、京本政樹は父親が柔道二段であった関係から本作品以前より柔道経験があった[36]が、身体が小さいこともありいじめられることもあった[36]。しかし、いじめていた相手が本作品をきっかけに柔道を始めるようになったことから[36]、柔道経験では京本の方が先輩であることになったために一目置かれる存在となった[36]。さらに、本作品に影響を受けて「サタン車」なる独自の技を考案したものの[36]、危険な技であったこともあり、柔道の師範から禁じ手にされてしまっている[36]。バレーボール選手の川合俊一は小学生の時に遊びで「二段投げ」に挑戦し成功させた逸話がある。大相撲の元大関・霧島は子供のころに本作を見て足腰を鍛えるために鉄下駄を履いていた挿話を語っている。プロレスラーの武藤敬司も本作品の影響で柔道を始めたことを語っている。
- なお、トレーニングの道具として登場した鉄下駄は、コンクリートの上を走る時には滑ってしまい危ないので、鉄下駄で走るシーンの時には鉄に見えるように着色した普通の下駄を履いて撮影したという[2]。
- 1970年12月19日には「東宝チャンピオンまつり」でも、『柔の星』という柔道を題材にした映画を公開、本作品の桜木がこの映画にも主演し、近藤正臣も共演している。なお本作品との関連性は無いものの、「キネマ旬報」では「『柔道一直線』の映画化」と記載し[37]、2004年にCS放送（当時）「日本映画専門チャンネル」の企画「映画になったテレビ50年」では、この映画の原作を『柔道一直線』と紹介した。
- ロケ先は拓殖大学第一高等学校（当時は東京都小平市・花小金井駅前）の柔道場・音楽室などを使用した。

### ネット配信
- YouTube「東映シアターオンライン」で、2022年12月1日から「据置枠」で第1・2話が常時無料配信されている。また同チャンネルの2023年8月10日から同年9月30日まで、「チャンネル登録者数30万人突破」を記念して、第3・4話を期間限定で配信されている。

| TBS系 タケダアワー | TBS系 タケダアワー | TBS系 タケダアワー |
| 前番組             | 番組名             | 次番組             |
| ------------------ | ------------------ | ------------------ |
| 妖術武芸帳         | 柔道一直線         | ガッツジュン       |